# Parachilus schulthessi
Parachilus schulthessi är en stekelart som först beskrevs av Meade-waldo 1915.  Parachilus schulthessi ingår i släktet Parachilus och familjen Eumenidae. Utöver nominatformen finns också underarten P. s. angolensis.